# SAボクシング
SAボクシング（エスエーボクシング）は、日本の格闘技興行。アルティメットボクシングとも呼ぶ。1999年に掣圏道協会（Seikendo Association）主催で設立。同年7月10日に旭川市総合体育館で旗揚げ興行を行い、10月2日に有明コロシアムで「1999 WORLD BATTLE in JAPAN」を開催し、初代王者決定戦を行った。スーパーヘビー級（95kg以上）でアンドレイ・キルサノフ（ロシア）が、ヘビー級（95kg以下）でスルタンマゴメドフ・カフカズ（ロシア）が、ライトヘビー級（86kg以下）でトカレフ・ワジム（ロシア）が、ミドル級（78kg以下）でグスニエフ・アブドゥラフ（ロシア）がそれぞれ王者となった。
ルールは、立った状態ではパンチ・キック・投げ技が有効であり、寝た状態ではパンチのみが有効。1ラウンド3分、インターバルは1分。通常の試合は3ラウンドで行われるが、ランカー同士の試合は4ラウンド、タイトルマッチは5Rである。よって王者決定戦は4Rで行われる（両者共にランカーの為）。反則技は、目潰し・金的・関節技・肘打ち・頭突き。
掣圏道の当初の試合として行われていたものだったが、北海道のスポンサーが撤退したことにより廃止された。